# Scarpanta fulva
Scarpanta fulva är en insektsart som beskrevs av Hesse 1925. Scarpanta fulva ingår i släktet Scarpanta och familjen Flatidae. Inga underarter finns listade i Catalogue of Life.